# 杉本夕子
杉本 夕子（すぎもと ゆうこ、1969年6月16日 - ）は、日本の女優、タレント、グラビアモデル。本名同じ。静岡県出身。

## 来歴・人物
1993年、プレイメイトジャパンに選ばれる。同じくプレイメイトに選ばれたメンバー、ホリプロ所属の生田依子、芸映所属の麻井美緒とともにアイドルグループJ-KISS（後に麻井が抜けて、Jガールに改称）を結成。ヌード写真集や雑誌のグラビアで活躍したほか、日本テレビのバラエティー番組『スーパージョッキー』などに出演した。1994年4月には歌手デビューを果たした。グループ活動休止後はテレビドラマやVシネマで女優として活動している。

## 主な出演作品

### テレビドラマ
- 愛とは決して後悔しないこと（1996年、TBS）
- 世にも奇妙な物語 秋の特別編「断定男」（2000年、フジテレビ）
- ショムニ 第2シリーズ（2000年、フジテレビ）
- 弁護士猪狩文助「罪を逃れて笑う奴」（2002年、フジテレビ）
- 八丁堀の七人 第7話（2002年、テレビ朝日）
- 山村美紗サスペンス 京都新婚旅行殺人事件（2002年、BSジャパン）
- 牙狼-GARO- 第10・15話（2005-2006年、テレビ東京）

### ネットドラマ
- On the Rock

### その他テレビ番組
- スーパージョッキー（バラエティー番組、日本テレビ系）
- ものまねバトル大賞（バラエティー番組、日本テレビ系）
- 平成あっぱれテレビ（バラエティー番組、日本テレビ系）
- スターどっきり（秘）報告（バラエティー番組、フジテレビ系）
- ボクらの青春ヒットリクエスト（1994年・テレビ朝日）
- オールスター感謝祭（TBSテレビ系）
- 十津川警部シリーズ Vol.5 特急おおぞら殺人事件（2002年　TBS）川口裕加 名義

### オリジナルビデオ
- T-バック美少女図鑑（1993年）杉本夕莉 名義
- のぞき屋稼業（1993年）
- サギ師一平 ダマシ大好き!（2000年）
- マネードロー（2005年）

## 書籍
写真集
- Tバックハイスクール　21人のおしりウォッチング（1992年、学研）※杉本夕莉名義
- J-KISS写真集 微睡 MADOROMI（1994年、集英社）

## ディスコグラフィー
- サルサでKISS!〜J-KISS HIT PARADE'94〜（1994年、コロムビア）80年代アイドル歌謡曲のメドレー